# Okan Buruk
Okan Buruk, né le 17 octobre 1973 à Istanbul, est un footballeur international turc à la retraite devenu par la suite entraineur.

## Biographie

### Enfance et formation
Okan Buruk est né le 19 octobre 1973, dans le district de Büyükçekmece à Istanbul. Ses parents sont originaire de Trabzon. Il grandit dans une famille de quatre enfants, dont deux frères aînés  déjà passionnés de football, ce qui éveille chez lui un vif intérêt pour ce sport. Un de ses deux frères aînés, Fuat Buruk, entamerait également une carrière de footballeur professionnel comme lui.
Buruk a d’abord joué pour Karadeniz İdman Ocağı, un club local de Büyükçekmece, avant d’intégrer à l'âge de 11 ans le centre de formation du grand club d'Istanbul, le prestigieux Galatasaray SK. En 1992, il est le capitaine de l'équipe de Turquie des moins de 18 ans qui remporte l'Euro des moins de 18 ans sous la direction de Serpil Hamdi Tüzün.
À l'âge de 17 ans, en championnat contre l'équipe de Trabzonspor, il est victime d’une intervention musclée par un joueur adverse ce qui lui cause une fracture du tibia et l'écarte des terrains pendant de longs mois.

#### En équipe nationale
Convoqué pour disputer l'Euro 2000, il marque un but face à l'Italie lors du premier tour. Deux ans plus tard, il participe à la Coupe du monde 2002 où la Turquie décroche une belle troisième place.

## Carrière d’entraîneur
Turquie (entraîneur adjoint)
Sous l’ère Guus Hiddink, Buruk exerçait la fonction  de coordinateur administratif de l’équipe nationale de Turquie. Le 17 novembre 2011, avec la nomination d’Abdullah Avcı au poste d’entraîneur principal, il est devenu entraîneur adjoint. En tant qu’adjoint d’Abdullah Avcı, il a officié lors de 18 matchs.
Elazığspor
Après la démission d’Abdullah Avcı le 20 août 2013, Buruk quitte ses fonctions au sein de l’équipe nationale et signe, le 30 octobre 2013, un contrat de deux ans avec Elazığspor. Entré en fonction lors de la 10e journée de championnat, il s’agit de sa première expérience comme entraîneur principal ; mais, à la suite de la relégation du club en fin de saison, il démissionne le 2 juin 2014.
Gaziantepspor
Lors de la saison 2014-2015, il signe un contrat de trois ans avec le Gaziantepspor. Le club termine le championnat à la 10e place et, en fin de saison, Buruk résilie son contrat d’un commun accord avec la direction en raison de désaccords concernant la saison suivante.
Sivasspor
Le 26 octobre 2015, il signe un contrat d’un an avec Sivasspor pour occuper le poste d’entraîneur laissé vacant par Sergen Yalçın. Entré en fonction à la 10e journée de championnat, Buruk présente un bilan de 2 victoires, 7 défaites et 2 matches nuls en 11 rencontres, et il démissionne de son poste d’entraîneur le 6 février 2016.
Göztepe
Le 1ᵉʳ juin 2016, Buruk signe un contrat de trois ans avec le Göztepe SK, club de 1. Lig (D2 turque). Après une bonne première moitié de saison 2016-2017, les résultats se détériorent au fil des semaines et, à la suite d’une défaite contre Eskişehirspor, il démissionne le 20 mars 2017.
Akhisar Belediyespor
Le 28 mars 2017, il signe pour un an et demi avec Akhisar Belediyespor afin de remplacer Tolunay Kafkas au poste d’entraîneur. La saison 2017-2018 est couronnée de succès en championnat comme en coupe : le 10 mai 2018, Akhisar Belediyespor bat Fenerbahçe 3-2 en finale et remporte la Coupe de Turquie, offrant à Buruk son premier trophée en tant qu’entraîneur principal. Il quitte le club à l’expiration de son contrat en fin de saison.

Çaykur Rizespor
Buruk a été nommé entraîneur de Çaykur Rizespor le 19 septembre 2018, à la suite du départ d’İbrahim Üzülmez, alors que le club était dernier du classement avec seulement 3 points. Choisi pour sa récente victoire en Coupe de Turquie avec Akhisarspor et son profil, il s’est vu confier une mission maintien immédiate. Dès son premier match, il signe un succès retentissant 3-0 contre Fenerbahçe. À la fin de la saison, son contrat arrivant à échéance, il quitte le club après avoir réussi à redresser l’équipe à la 10e place du championnat.

İstanbul Başakşehir
Saison 2019-2020
Buruk a été nommé entraîneur d’İstanbul Başakşehir le 11 juin 2019, après le départ d’Abdullah Avcı. Éliminée par l’Olympiacos au tour de barrages de la Ligue des champions 2019-2020, l’équipe a poursuivi son parcours en Ligue Europa 2019-2020, dans le groupe J aux côtés de l’AS Roma, du Borussia Mönchengladbach et de Wolfsberger AC.
Malgré une première lourde défaite 4-0 contre la Roma, Başakşehir a signé des victoires importantes — 3-0 contre Wolfsberger et 2-1 à l’extérieur contre Mönchengladbach — et a terminé leader de son groupe avec 10 points.
En seizièmes de finale, Başakşehir a affronté le Sporting CP. Battu 3-1 à Lisbonne lors du match aller, le club stambouliote a réussi un renversement spectaculaire au retour à Istanbul, s’imposant 4-1 après prolongation grâce à un but de dernière minute d’Edin Višća, et s’est qualifié pour le tour suivant. Cette victoire a constitué la plus grande performance européenne de l’histoire du club.
En huitièmes de finale, Başakşehir a rencontré le FC Copenhague. Le match aller à Istanbul s’est soldé par une victoire 1-0 (penalty d’Edin Višća), mais à cause de la pandémie de COVID-19 en Europe, tous les matchs retours prévus initialement pour le 19 mars 2020 ont été reportés sine die. Lorsque la compétition a repris en août, Başakşehir a perdu le match retour à Copenhague 3-0 et a été éliminé 3-1 sur l’ensemble des deux matchs,.
Au terme de la saison 2019-2020 de Süper Lig, sous la direction de Buruk, Başakşehir a remporté le premier titre de champion de Süper Lig de son histoire. Le club est ainsi devenu le sixième à être sacré champion de Turquie, et le quatrième club d’Istanbul à y parvenir.

## Palmarès

### En club
- Vainqueur de la Coupe de l'UEFA en 2000 avec Galatasaray SK
- Vainqueur de la Supercoupe de l'UEFA en 2000 avec Galatasaray SK
- Champion de Turquie en 1993, 1994, 1997, 1998, 1999, 2000 et 2008 avec Galatasaray SK
- Vainqueur de la Coupe de Turquie en 1993, 1996, 1999 et 2000 avec Galatasaray SK
- Vainqueur de la Coupe de Turquie en 2006 avec Beşiktaş
- Vainqueur de la Coupe du TSYD en 1993, 1998, 1999 et 2000 avec Galatasaray SK
- Vainqueur de la Supercoupe de Turquie en 1993, 1996 et 1997 avec Galatasaray SK
- Vainqueur de la Coupe du Premier Ministre en 1995 avec Galatasaray SK

### En équipe nationale
- 56 sélections et 8 buts en équipe de Turquie entre 1992 et 2010[31].
- 3e de la Coupe du monde 2002

## Statistiques détaillées
| Saison    | Club           | Total  | Total | Championnat | Championnat | Championnat | Coupe d'Europe | Coupe d'Europe | Coupe d'Europe | Coupes Nationales | Coupes Nationales |
| Saison    | Club           | Matchs | Buts  | Division    | Matchs      | Buts        | Type           | Matchs         | Buts           | Matchs            | Buts              |
| --------- | -------------- | ------ | ----- | ----------- | ----------- | ----------- | -------------- | -------------- | -------------- | ----------------- | ----------------- |
| 1991-1992 | Galatasaray SK | 1      | 2     | Süperlig    | 1           | 2           | C2             | ?              | ?              | -                 | -                 |
| 1992-1993 | Galatasaray SK | 16     | 0     | Süperlig    | 15          | -           | C3             | ?              | ?              | 1                 | -                 |
| 1993-1994 | Galatasaray SK | 2      | 2     | Süperlig    | 2           | -           | C1             | ?              | ?              | -                 | -                 |
| 1994-1995 | Galatasaray SK | 26     | 3     | Süperlig    | 20          | 1           | C1             | ?              | ?              | 6                 | 2                 |
| 1995-1996 | Galatasaray SK | 31     | 1     | Süperlig    | 28          | 1           | C3             | ?              | ?              | 3                 | -                 |
| 1996-1997 | Galatasaray SK | 19     | 5     | Süperlig    | 17          | 3           | C2             | ?              | ?              | 2                 | 2                 |
| 1997-1998 | Galatasaray SK | 35     | 6     | Süperlig    | 24          | 5           | C1             | 2              | -              | 9                 | 1                 |
| 1998-1999 | Galatasaray SK | 42     | 12    | Süperlig    | 28          | 11          | C1             | 8              | 1              | 6                 | -                 |
| 1999-2000 | Galatasaray SK | 48     | 12    | Süperlig    | 28          | 8           | C1 + C3        | 15             | 3              | 5                 | 1                 |
| 2000-2001 | Galatasaray SK | 44     | 2     | Süperlig    | 26          | 2           | C1             | 14             | -              | 4                 | -                 |
| 2001-2002 | FC Inter Milan | 11     | 0     | Serie A     | 7           | -           | C3             | 3              | -              | 1                 | -                 |
| 2002-2003 | FC Inter Milan | 22     | 2     | Serie A     | 15          | 2           | C1             | 7              | -              | -                 | -                 |
| 2003-2004 | FC Inter Milan | 9      | 0     | Serie A     | 3           | -           | C1 + C3        | 4              | -              | 2                 | -                 |
| 2004-2005 | Beşiktaş JK    | 27     | 2     | Süperlig    | 22          | -           | C3             | 4              | 2              | 1                 | -                 |
| 2005-2006 | Beşiktaş JK    | 29     | 2     | Süperlig    | 21          | 1           | C3             | 5              | 1              | 3                 | -                 |
| 2006-2007 | Galatasaray SK | 22     | 2     | Süperlig    | 15          | 1           | C1             | 3              | 1              | 4                 | -                 |
| 2007-2008 | Galatasaray SK | 8      | 1     | Süperlig    | 4           | 1           | C3             | 2              | -              | 2                 | -                 |
| 2008-2009 | Istanbul BB    | 18     | 0     | Süperlig    | 17          | -           | -              | -              | -              | 1                 | -                 |
| 2009-2010 | Istanbul BB    | 13     | 0     | Süperlig    | 11          | -           | -              | -              | -              | 2                 | -                 |
| 1991-2010 | Total          | 338    | 48    | -           | 279         | 36          | -              | 21             | 4              | 49                | 6                 |

## Palmarès d'entraineur
- Championnat de Turquie : 2020 avec Basaksehir SK
- Coupe de Turquie : 2018 Avec l’équipe Akhisar Belediye Spor et 2025 avec Galatasaray SK
- Championnat de Turquie : 2023 et 2024 avec Galatasaray SK
- Super coupe de Turquie : 2023 avec Galatasaray SK